# انگرت ریشتر
اَنِگرِت ریشتر (آلمانی: Annegret Richter؛ زادهٔ ۱۳ اکتبر ۱۹۵۰) ورزشکار بازنشستهٔ دو و میدانی اهل آلمان است. او قهرمان دوی صدمتر المپیک ۱۹۷۶ مونترال و قهرمان دوی ۴ در ۱۰۰ متر امدادی المپیک ۱۹۷۲ مونیخ شده‌است.
انگرت ریشتر همچنین برندهٔ جوایزی همچون برگ بوی نقره‌ای شده‌است.